# Ariel Nahuelpan
Pour les articles homonymes, voir Osten.
Ariel Gerardo Nahuelpan Osten est un footballeur argentin, né le 15 octobre 1987 à Ciudad Evita (en) en Argentine. Il évolue comme attaquant à Mazatlán FC.

## Palmarès
- Coritiba FBC
  - Vainqueur du Championnat Série B du Brésil : 2010
- CF Pachuca
  - Vainqueur du Tournoi Clausura : 2016